# Устенко, Алексей Олегович
Алексей Олегович Устенко (укр. Олексій Олегович Устенко; род. 7 апреля 1994 года) — украинский политик и экономист.
Народный депутат Украины IX созыва.

## Образование
2014 окончил Киевский национальный экономический университет (факультет международной экономики и менеджмента).
2014-2015 продолжил обучение в City University of London на факультете международной бизнес-экономики (International business economics).
С 2019 года учится в аспирантуре Киевского национального экономического университета.

## Деятельность
2016-2019 - работал в частном секторе экономики, занимал руководящие должности и был основателем ряда аграрных предприятий. Создавал успешные бизнес-кейсы, связанные с использованием новейших технологий в  сельскохозяйственной сфере, был инициатором ряда удачных start-up проектов.
Занимается Черниговской областью. При его содействии были возобновлены ремонтные работы в Булаховской амбулатории Козелецкой ОТГ, обслуживающей более четырёх тысяч жителей, включая умственно отсталых детей. Как отметил Устенко на брифинге, работы затягивались из-за тендерных войн.
В социальных сетях активно пропагандирует вакцинацию против COVID-19.

## Политическая деятельность
2019 - стал депутатом от партии Слуга народа на парламентских выборах 2019 года, № 86 в списке.

### В Верховной Раде
Член Комитета ВРУ по вопросам финансов, налоговой и таможенной политики, председатель подкомитета по вопросам рентных платежей, экологического налога и налогообложения АПК. По данным сайта Верховной Рады, на данный момент является заместителем члена Постоянной делегации в Парламентской ассамблее Организации Черноморского экономического сотрудничества и заместителем сопредседателя группы по межпарламентским связям с Соединённым Королевством Великобритании и Северной Ирландии.
Входит в группы по межпарламентским связям с такими странами: США, ОАЭ, Бразилия, Швеция, Япония, Кипр, Индия.
Член Временной следственной комиссии Верховной Рады Украины по расследованию возможных противоправных действий должностных лиц Государственного космического агентства Украины (Национального космического агентства Украины) и предприятий космической отрасли, в частности, при реализации проектов «Лыбедь» и «Циклон-4».

### Законодательная деятельность
Алексей Устенко стал автором и соавтором ряда законопроектов. Его законодательная деятельность направлена на создание рабочих мест, детенизацию экономики, поддержку малого и среднего бизнеса, а также развитие свободных экономических зон и регионов. Активно поддерживает антикорупционные инициативы, создание независимой и эффективной судебной системы. В соавторстве участвовал в разработке законопроектов, направленных на защиту детей, градостроительство и образование.
Согласно информации портала "Они голосуют для тебя", депутат поддерживает законопроекты, направленные на евроинтеграцию и вступление в НАТО, противодействие российской агрессии, борьбу с коррупцией, налоговые льготы, цифровизацию, сохранение лесов и реформирование науки.

Устенко является сторонником экономического эгоиза и импортозамещения, о чём не раз высказывался в СМИ:
«ЕС максимально защищает свои рынки и лоббирует интересы собственного товаропроизводителя. В этом случае мы должны включить максимальный экономический эгоизм и защитить наших производителей, которые создают рабочие места, платят налоги, помогают местной инфраструктуре, а не кормить экономику другой страны, становясь сырьевым придатком»
«Наша глобальная задача – эффективное импортозамещение. Есть ряд промышленных товаров, которые мы завозим из-за границы, хотя на самом деле можем производить их здесь»
Политик также голосовал за создание индустриальных парков.
«Долгое время именно иностранный инвестор имел преимущества в стране. Система индустриальных парков, которая нормируется обновлённым законодательством, открывает возможности для привлечения именно внутренних инвестиций в производство, которое имеет высокую долю добавленной стоимости. Как раз в этом Украина сегодня нуждается больше всего»

## Семья
Семейное положение: женат.
Отец: Устенко Олег Леонидович.